# Kaylee McKeown
Kaylee McKeown (n. 12 iulie 2001, Queensland, Australia) este o înotătoare australiană, medaliată olimpică. A participat la o ediție a Jocurilor Olimpice (2020) în care a câștigat 3 medalii de aur și o medalie de bronz.